# Carlijn Achtereekte
Carlijn Achtereekte (* 29. Januar 1990 in Lettele) ist eine niederländische Radrennfahrerin und ehemalige Eisschnellläuferin.

## Werdegang als Eisschnellläuferin
Achtereekte debütierte im Weltcup im November 2010 in Hamar. Dort belegte sie den vierten Platz über 5000 m in der Division B. In der Saison 2014/15 erreichte sie in Heerenveen mit dem dritten Rang über 3000 m ihre erste Podestplatzierung im Weltcup. Einen Tag später holte sie dort in der Teamverfolgung ihren ersten Weltcupsieg. Beim folgenden Weltcup in Hamar kam sie über 3000 m auf den zweiten Platz. Bei den Eisschnelllauf-Einzelstreckenweltmeisterschaften 2015 in Heerenveen gewann sie über 5000 m die Silbermedaille. Die Saison beendete sie auf den siebten Rang im Weltcup über 3000/5000 m.
In der Saison 2017/18 gewann Achtereekte bei den Europameisterschaften in Kolomna die Silbermedaille über 3000 m und wurde bei den Olympischen Winterspielen 2018 in Pyeongchang über die diese Distanz Olympiasiegerin, was ihren bislang größten Erfolg darstellt. Im folgenden Jahr errang sie bei den Einzelstreckenweltmeisterschaften in Inzell den vierten Platz über 3000 m, bei der Mehrkampfweltmeisterschaft in Calgary den vierten Platz und bei der Mehrkampfeuropameisterschaft den sechsten Platz. In der Saison 2019/20 wurde sie mit zwei zweiten Plätzen über 3000 m, Achte im Gesamtweltcup über 3000/5000 m. Bei den Europameisterschaften 2020 in Heerenveen lief sie auf den fünften Platz über 3000 m und holte bei den Einzelstreckenweltmeisterschaften 2020 in Salt Lake City die Silbermedaille über diese Distanz. Im Februar 2021 gewann sie bei den Einzelstreckenweltmeisterschaften in Heerenveen Bronze über 5000 m.

### Persönliche Bestzeiten
- 500 m      39,25 s (aufgestellt am 2. März 2019 in Calgary)
- 1000 m    1:18:46 min (aufgestellt am 7. Februar 2015 in Inzell)
- 1500 m    1:53,93 min (aufgestellt am 3. März 2019 in Calgary)
- 3000 m    3:54:92 min (aufgestellt am 13. Februar 2020 in Salt Lake City)
- 5000 m    6:49:81 min (aufgestellt am 27. Januar 2019 in Heerenveen)

## Werdegang als Radrennfahrerin
Nachdem im April 2022 ihr Vertrag im Eisschnelllaufteam von Jumbo-Visma ausgelaufen war, entschied sich Achtereekte ihrer Leidenschaft für den Radsport nachzugehen und Radprofi zu werden. Dazu wechselte sie innerhalb des Teams und wurde zum 1. Juni 2022 Mitglied im UCI Women’s WorldTeam von Jumbo-Visma. Ihren ersten internationalen Renneinsatz hatte sie bereits im selben Monat bei der Tour de Suisse Women. 2023 verpasste sie als Zweite beim Eintagesrennen La Picto-Charentaise nur knapp ihren ersten Sieg. 2024 gewann sie mit dem Team das Mannschaftszeitfahren zum Auftakt der Princess Anna Vasa Tour, die Rundfahrt beendete sie dann auf dem dritten Platz der Gesamtwertung.

### Erfolge
2024
- Mannschaftszeitfahren Princess Anna Vasa Tour